# Ahmed Mogni
Ahmed Mogni (París, 10 de octubre de 1991) es un futbolista francés, nacionalizado comorense, que juega en la demarcación de centrocampista para el Jeunesse Esch de la División Nacional de Luxemburgo.

## Selección nacional
Hizo su debut con la selección de fútbol de Comoras el 13 de junio de 2015 en un partido de clasificación para la Copa Africana de Naciones de 2017 contra Burkina Faso que finalizó con un resultado de 2-0 a favor del combinado burkinés tras los goles de Aristide Bancé y Jonathan Zongo. Además disputó la Copa Africana de Naciones 2021.

### Participaciones en la Copa Africana de Naciones
| Copa Africana de Naciones      | Sede    | Resultado        | Partidos | Goles |
| ------------------------------ | ------- | ---------------- | -------- | ----- |
| Copa Africana de Naciones 2021 | Camerún | Octavos de final | 4        | 2     |

### Goles internacionales
| # | Fecha                   | Estadio                                       | Oponente   | Gol | Resultado | Competición                    |
| - | ----------------------- | --------------------------------------------- | ---------- | --- | --------- | ------------------------------ |
| 1 | 1 de septiembre de 2021 | Stade Omnisports de Malouzini, Iconi, Comoras | Seychelles | 3–0 | 7-1       | Amistoso                       |
| 2 | 1 de septiembre de 2021 | Stade Omnisports de Malouzini, Iconi, Comoras | Seychelles | 4–0 | 7-1       | Amistoso                       |
| 3 | 18 de enero de 2022     | Estadio Roumdé Adjia, Garoua, Camerún         | Ghana      | 0-2 | 2-3       | Copa Africana de Naciones 2021 |
| 4 | 18 de enero de 2022     | Estadio Roumdé Adjia, Garoua, Camerún         | Ghana      | 2-3 | 2-3       | Copa Africana de Naciones 2021 |

## Clubes
| Club                         | País       | Año           | Partidos | Goles |
| ---------------------------- | ---------- | ------------- | -------- | ----- |
| AC Boulogne-Billancourt      | Francia    | 2010-2012     | 50       | 8     |
| Évry FC                      | Francia    | 2012-2014     | 43       | 6     |
| París FC II                  | Francia    | 2014-2015     | 34       | 12    |
| París FC                     | Francia    | 2015-2016     | 11       | 1     |
| AC Boulogne-Billancourt      | Francia    | 2017-2019     | 21       | 4     |
| Académie de Football Bobigny | Francia    | 2019-2020     | 14       | 1     |
| FC Annecy                    | Francia    | 2020-2022     | 27       | 5     |
| Jeunesse Esch                | Luxemburgo | 2023-presente | 40       | 12    |